# Hammarbyträsk
Hammarbyträsk är en sjö i Södertälje kommun i Södermanland och ingår i Norrströms huvudavrinningsområde. Sjön har en area på 0,163 kvadratkilometer och ligger 4 meter över havet.

## Delavrinningsområde
Hammarbyträsk ingår i det delavrinningsområde (657370-159561) som SMHI kallar för Rinner till Mälaren-Prästfjärden. Medelhöjden är 27 meter över havet och ytan är 30,34 kvadratkilometer. Det finns inga avrinningsområden uppströms utan avrinningsområdet är högsta punkten. Avrinningsområdets utflöde Norrström (Eskilstunaån) mynnar i havet. Avrinningsområdet består mestadels av skog (60 procent), öppen mark (10 procent) och jordbruk (13 procent). Avrinningsområdet har 1,68 kvadratkilometer vattenytor vilket ger det en sjöprocent på 3,7 procent. Bebyggelsen i området täcker en yta av 5,23 kvadratkilometer eller 12 procent av avrinningsområdet.